# Крыловский район
Крыловский район — административно-территориальная единица и муниципальное образование (муниципальный район) в составе Краснодарского края России. 
Административный центр — станица Крыловская.

## География
Территория района составляет 136,3 тыс. гектаров, что составляет около 2% территории края. Наибольшая протяжённость района с севера на юг — 43 км и с запада на восток — 54 км. Крыловский район граничит с Ростовской областью, Ленинградским, Кущевским, Павловским и Новопокровским районами.
Климат Крыловского района континентальный степной, минимальная температура может опускаться до -34 °C, максимальная — подниматься до +41 °C. Среднегодовое количество осадков составляет 532 мм. Территория района по количеству выпадающих осадков относится к недостаточно увлажнённой зоне.
Гидрографическая сеть Крыловского района представлена реками: по южной территории района протекает река Ея с её притоками — Весёлая и Плоская. Север границы района проходит по реке Куго-Ея с притоком Гезовой. Разделяет район река Кавалерка с притоком Грузской. В реках вода минерализована, что делает её малопригодной для систематического орошения.

## История
Крыловский район с центром в станице Екатериновская основан решением ВЦИК от 31 декабря 1934 года в составе Азово-Черноморского края в связи с разукрупнением Кущёвского и Павловского районов.
Первоначально район включал в себя 10 сельских советов: Белый, Екатериновский, Ириновский, Кугоейский, Нейгефманский, Новомихайловский, Новопашковский, Новосергиевский, Октябрьский, Розентальский.
С 13 сентября 1937 года Крыловский район в составе Краснодарского края.
22 августа 1953 года к Крыловскому району были присоединены Незамаевский и Шевченковский с/с упразднённого Калниболотского района.
11 февраля 1963 года район был упразднен, его территория вошла в состав Павловского сельского района.
5 апреля 1978 года Указом Президиума Верховного Совета РСФСР Крыловский район был вновь образован за счет части территорий Кущёвского и Павловского районов.
В 1993 году была прекращена деятельность сельских Советов, территории сельских администраций преобразованы в сельские округа.
В 2005 году в муниципальном районе в границах сельских округов были образованы 6 сельских поселений.

## Население
| 1939    | 1959    | 1979    | 1989    | 2002    | 2006    | 2010    | 2011    | 2012    |
| ------- | ------- | ------- | ------- | ------- | ------- | ------- | ------- | ------- |
| 30 317  | ↗39 806 | ↘32 024 | ↗33 098 | ↗37 657 | ↘37 336 | ↘35 930 | ↘35 898 | ↘35 710 |
| 2013    | 2014    | 2015    | 2016    | 2017    | 2018    | 2019    | 2020    | 2021    |
| ↘35 590 | ↗35 714 | ↗35 793 | ↗35 969 | ↘35 933 | ↘35 604 | ↘35 422 | ↘35 232 | ↘33 823 |
| 2023    | 2025    |         |         |         |         |         |         |         |
| ↘33 531 | ↘33 378 |         |         |         |         |         |         |         |

Население района на 01.01.2006 года составило 37 336 человек, все — сельские жители. Среди всего населения мужчины составляют — 47,0 %, женщины — 53,0 %. Женского населения фертильного возраста — 9884 человека (49,9 % от общей численности женщин). Дети от 0 до 17 лет — 8490 (22,7 % всего населения), взрослых — 28846 человек (77,3 %). В общей численности населения 22095 (59,2 %) — лица трудоспособного возраста, 21,8 % — пенсионеры.

Национальный состав
По итогам переписи населения 2020 года проживали следующие национальности (национальности менее 0,1 % и другое см. в сноске к строке «Другие»):
| Национальность | Численность, чел. | Доля     |
| -------------- | ----------------- | -------- |
| Русские        | 31 336            | 92,65 %  |
| Армяне         | 773               | 2,29 %   |
| Украинцы       | 147               | 0,43 %   |
| Цыгане         | 114               | 0,34 %   |
| Азербайджанцы  | 102               | 0,30 %   |
| Татары         | 36                | 0,11 %   |
| Белорусы       | 34                | 0,10 %   |
| Другие         | 1281              | 3,78 %   |
| Итого          | 33 823            | 100,00 % |

## Административно-муниципальное устройство
В рамках административно-территориального устройства края, Крыловский район включает 6 сельских округов.
В рамках организации местного самоуправления в Крыловский район входят 6 муниципальных образований нижнего уровня со статусом сельских поселений:
| № | Муниципальное образование | Площадь (км²) | Население (чел.) | Количество населённых пунктов | Административный центр  |
| - | ------------------------- | ------------- | ---------------- | ----------------------------- | ----------------------- |
| 1 | Крыловское                | 352,48        | ↘12 808          | 3                             | станица Крыловская      |
| 2 | Кугоейское                | 187,92        | ↘1859            | 8                             | станица Кугоейская      |
| 3 | Новопашковское            | 184,42        | →2124            | 4                             | станица Новопашковская  |
| 4 | Новосергиевское           | 256,09        | ↗2995            | 7                             | станица Новосергиевская |
| 5 | Октябрьское               | 311,62        | ↘12 601          | 7                             | станица Октябрьская     |
| 6 | Шевченковское             | 80,85         | ↘1144            | 1                             | село Шевченковское      |

## Населённые пункты
В Крыловском районе 30 населённых пунктов:
| №  | Населённый пункт                        | Тип     | Население | Муниципальное образование          |
| -- | --------------------------------------- | ------- | --------- | ---------------------------------- |
| 1  | Водораздельный                          | посёлок | ↘121      | Новосергиевское сельское поселение |
| 2  | Грузское                                | село    | ↗203      | Новопашковское сельское поселение  |
| 3  | Ея                                      | хутор   | ↘89       | Крыловское сельское поселение      |
| 4  | Запрудный                               | посёлок | ↗439      | Октябрьское сельское поселение     |
| 5  | Ириновка                                | село    | ↘199      | Кугоейское сельское поселение      |
| 6  | Казачий                                 | хутор   | ↗234      | Крыловское сельское поселение      |
| 7  | Калинин                                 | хутор   | ↘125      | Кугоейское сельское поселение      |
| 8  | Ключевой                                | посёлок | ↘256      | Новосергиевское сельское поселение |
| 9  | Ковалёвка                               | посёлок | ↗215      | Октябрьское сельское поселение     |
| 10 | Красногоровка                           | село    | ↘88       | Кугоейское сельское поселение      |
| 11 | Крыловская                              | станица | ↘12 797   | Крыловское сельское поселение      |
| 12 | Кугоейская                              | станица | ↗1635     | Кугоейское сельское поселение      |
| 13 | Лобова Балка                            | хутор   | ↘301      | Новопашковское сельское поселение  |
| 14 | Новопашковская                          | станица | ↘1558     | Новопашковское сельское поселение  |
| 15 | Новосергиевская                         | станица | ↘2163     | Новосергиевское сельское поселение |
| 16 | Обильный                                | посёлок | ↘432      | Октябрьское сельское поселение     |
| 17 | Октябрьская                             | станица | ↗11 319   | Октябрьское сельское поселение     |
| 18 | отделения № 1 совхоза «Новосергиевское» | посёлок | ↘168      | Новосергиевское сельское поселение |
| 19 | отделения № 2 совхоза «Новосергиевское» | посёлок | ↘109      | Новосергиевское сельское поселение |
| 20 | отделения № 5 совхоза «Новосергиевское» | посёлок | ↘107      | Новосергиевское сельское поселение |
| 21 | отделения № 6 совхоза «Новосергиевское» | посёлок | ↘13       | Новосергиевское сельское поселение |
| 22 | Подкугоейский                           | хутор   | ↗3        | Кугоейское сельское поселение      |
| 23 | Решетиловский                           | посёлок | ↗222      | Октябрьское сельское поселение     |
| 24 | Роккель                                 | хутор   | ↘9        | Кугоейское сельское поселение      |
| 25 | Сборный                                 | хутор   | ↘214      | Октябрьское сельское поселение     |
| 26 | Сиротино                                | хутор   | ↘176      | Кугоейское сельское поселение      |
| 27 | Тверской                                | хутор   | ↘349      | Новопашковское сельское поселение  |
| 28 | Темп                                    | посёлок | ↗253      | Октябрьское сельское поселение     |
| 29 | Тимашёвка                               | хутор   | ↘95       | Кугоейское сельское поселение      |
| 30 | Шевченковское                           | село    | ↘1144     | Шевченковское сельское поселение   |

## Экономика
Крыловский район является аграрным. Сельскохозяйственный сектор экономики представляет 41 предприятие и 518 крестьянско-фермерских хозяйств. Основные направления производственной деятельности сельхозпредприятий: выращивание  различных с/х культур. Промышленность не является главной отраслью и в основном представлена пищевой промышленностью, почти все промышленные  перерабатывающие предприятия являются бюджетообразующими.
Наибольший объем продукции и услуг дают следующие субъекты: ООО «Велотранс» (велосипедный завод, не работает), элеватор (АО фирма «Агрокомплекс» имени Н. И. Ткачёва), ООО «Цегла» (кирпичный завод, не работает), ЗАО «Крыловское» (производство водки, не работает), ПЗСХПК «Октябрь» (не работает), ООО «Фонте» (производство безалкогольных напитков), ООО «Мясокомбинат Екатерининский», АО «Знамя Октября». В районе удерживается устойчивая тенденция укрепления и развития среднего и малого бизнеса. 33 хозяйствующих субъектов муниципального образования являются участниками губернаторской программы «Качество».

## См.также
- Административное деление Краснодарского края
- Флаг Крыловского района